# Josef Höß (Segler)

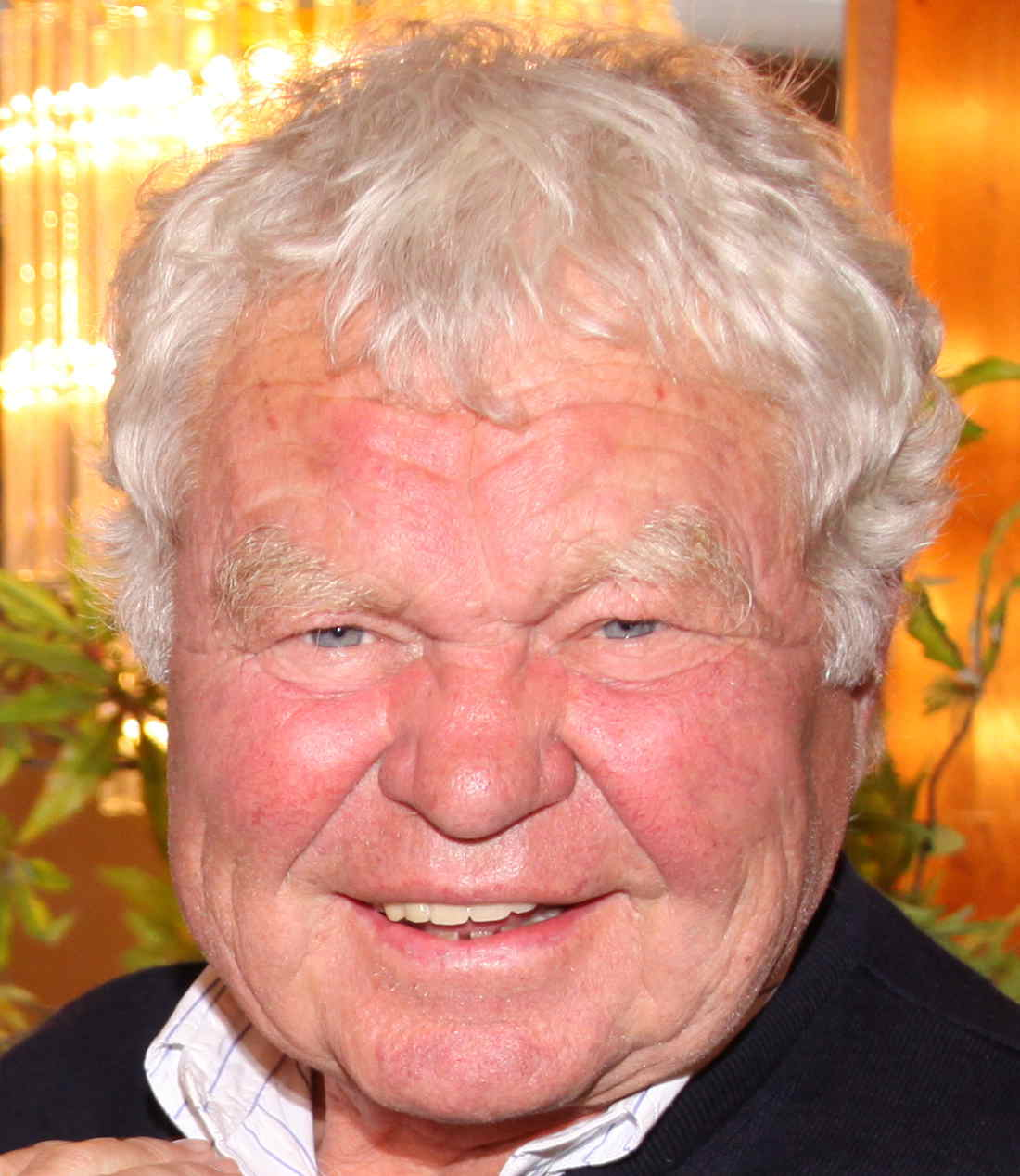
Josef „Sepp“ Höß (2009)

Josef Höß, genannt "Sepp", (* 15. Mai 1936 in Rottach-Egern) ist ein deutscher Regattasegler und Segelweltmeister.

## Leben
Die Eltern von Josef Höß besaßen ein Hotel in der Bucht von Rottach-Egern. Nach der Schule erlernte er den Beruf des Konditors. Von 1955 bis 1961 fuhr er als Kochsmaat zur See, zunächst nach Südamerika, später nach Hongkong. Danach arbeitete er im Familienbetrieb in seinem Beruf als Konditor.

## Seglerische Laufbahn und Erfolge
Höß begann seine seglerische Laufbahn 1945. Nach den Jugendbootklassen fuhr er Flying Dutchman, Dyas, Kielzugvogel und Tempest.
Dabei hat er folgende Titel errungen:
- 1966: 1. Platz bei der Deutschen Meisterschaft Kielzugvogel
- 1970: 1. Platz bei der Deutschen Meisterschaft der Tempest
- 1976: 1. Platz bei der Deutschen Meisterschaft Kielzugvogel
- 1977: 2. Platz bei der Weltmeisterschaft der Tempest
- 1978: 2. Platz bei der Weltmeisterschaft der Tempest
- 1982: 3. Platz bei der Weltmeisterschaft der Tempest
- 1983: 1. Platz bei der Weltmeisterschaft der Tempest
- 1984: 1. Platz bei der Weltmeisterschaft der Tempest
- 1987: 1. Platz bei der Deutschen Meisterschaft Dyas

Dazu gewann er zweimal die „Centomiglia“ am Gardasee.
36 Jahre war er in der Vorstandschaft des Yacht Club am Tegernsee, davon 24 Jahre als 1. Vorsitzender. Dieses Amt gab er 2009 ab.

## Ehrungen
Nach Aufgabe seines Amtes als Vorstand des Yacht Club am Tegernsee wurde er dort Ehrenmitglied.
Für seine Verdienste wurde Josef Höß 2010 mit dem Ehrenzeichen des bayerischen Ministerpräsidenten ausgezeichnet.
2011 erhielt Höß die Rottacher Bürgermedaille.